# Fiołek labradorski

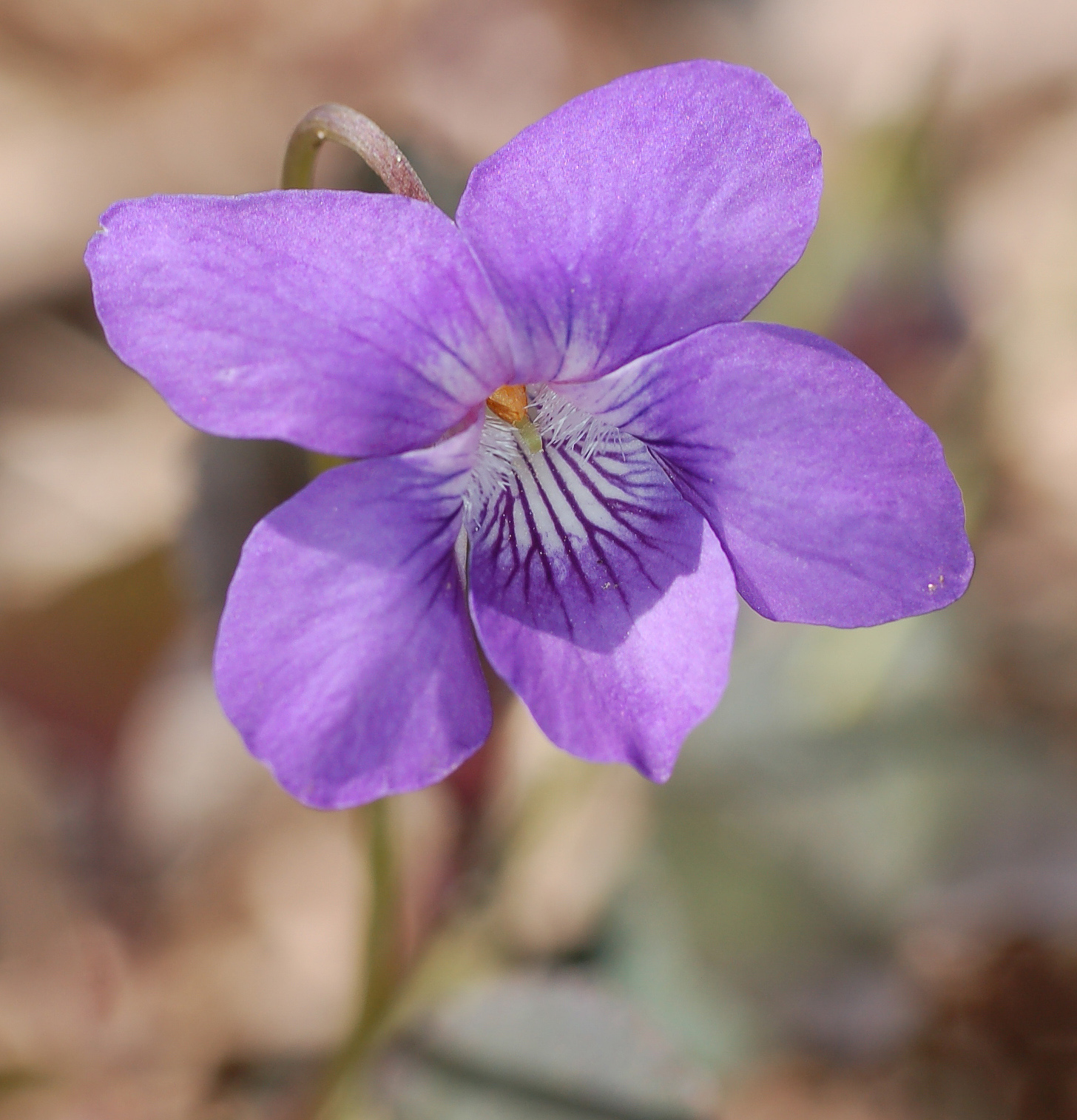
Kwiat

Fiołek labradorski (Viola labradorica Schrank) – gatunek rośliny z rodziny fiołkowatych. Pochodzi z Ameryki Północnej, gdzie występuje od Florydy aż po daleką północ, rośnie również na Grenlandii. Jest uprawiany w wielu krajach jako roślina ozdobna. 

## Morfologia
PokrójTworzy niskie kępy o wysokości do 7 cm. Pod ziemią posiada częściowo zdrewniałe kłącze otoczone zeschłymi przylistkami.
LiścieOdziomkowe oraz łodygowe. Wszystkie są sercowate lub okrągłe i lekko piłkowane, na górnej stronie lekko owłosione krótkimi, sztywnymi włoskami. Zarówno liście, jak i ich ogonki i łodyga są zwykle fioletowo nabiegłe.
KwiatyNieduże o fioletowej barwie, u kultywarów mogą być w różnych odcieniach niebieskiego koloru, a np. `Purpurea` ma kwiaty różowe. Dolny płatek zakończony jest krótką, 3-mm długości ostrogą o barwie od białej do różowej.
OwocTorebka zawierająca liczne, czarne i lśniące nasiona.

## Biologia i ekologia
Bylina, hemikryptofit. Pokrywa się kwiatami od kwietnia do czerwca. Kwiaty zapylane są przez owady, nasiona zawierają elajosom i rozsiewane są głównie przez mrówki. W uprawie ogrodowej jest jednak rośliną krótkowieczną i należy go co jakiś czas odnawiać.

## Zastosowanie i uprawa
Nadaje się na rabaty i otoczki rabat. Dobrze komponuje się z roślinami skalnymi i bylinami o srebrzystych liściach. Preferuje stanowiska zacienione. Nie ma wymagań co do gleby, dobrze rośnie zarówno na lekkich, przepuszczalnych i suchych glebach jak i na glebach podmokłych. Rozrasta się poprzez kłącza i jest rośliną dość ekspansywną. Podobnie, jak i inne fiołki rozmnaża się go przez nasiona, które dość dobrze zachowują cechy rośliny rodzicielskiej.